# Caius Asinius Gallus Saloninus
Caius Asinius Gallus Saloninus (i. e. 41 – i. sz. 33) római politikus, író.
Caius Asinius Pollio fia volt. Születésére vonatkozik Vergilius 4. eklogája. I. e. 12-ben elvette Tiberius elvált nejét, Agrippinát, amiért Tiberius halálosan meggyűlölte. 3-ban elfogatta, s Tacitus szerint három éven át kínoztatta. 33-ban éhhalállal halt meg, hogy önként tette vagy kényszerítették rá, nem tudjuk. I. e. 8-ban consulságot viselt. Munkájában („Comparatio patris et Ciceronis”) apját Cicero fölé emelte, az irat ellen Claudius lépett fel egy válasz-iratban. Egy epigrammáját megőrizte Suetonius grammatikusokkal foglalkozó művének töredékei közül az egyik, amelyben egy ökölvívóból lett grammatikust gúnyol ki:
„Balra lebukni tanult, s most szómagyarázatot oktat
nékünk. Stílusa nincs, arca viszont veretes.”